# Eugenio La Rosa
Eugenio La Rosa es un exfutbolista peruano, que se desempeñaba como delantero. Tuvo pasos importantes por Alianza Lima, Sporting Cristal y Deportivo Municipal. En el extranjero jugó en Argentina, Ecuador y Suiza.
Se casó, tiene 2 hijas

## Trayectoria
Se inició en las canteras del Club Alianza Lima, donde debutó a los 15 años. Fue por muchos años pieza importante de aquella generación de futbolistas aliancistas denominados "los potrillos". A mediados de 1987, fichó por el Argentinos Juniors, club con que disputó tan sólo 5 partidos debido a la tragedia aérea del Club Alianza Lima que ocasionó su rápido retorno al fútbol peruano para jugar por su club de origen. Jugó en el Deportivo Quito desde 1989, y en 1991 jugó por Sporting Cristal, alternó algunos partidos en la delantera y se consagró campeón nacional ese año. Luego, jugaría por el Deportivo Municipal y el FC Aarau de Suiza, donde se retiró del fútbol.

## Selección nacional
Disputó 15 partidos con la Selección de fútbol del Perú, en los que marcó 3 goles. Su primer partido fue el 19 de setiembre de 1984 en la derrota peruana ante Uruguay por 2:0. Su última participación fue en la Copa América 1991, en la derrota ante la Argentina por 3:2.

## Clubes
| Club                        | País      | Temporadas | PJ (G) |
| --------------------------- | --------- | ---------- | ------ |
| Alianza Lima                | Perú      | 1979-1987  | ? (41) |
| Argentinos Juniors          | Argentina | 1987       | 5 (0)  |
| Alianza Lima                | Perú      | 1987-1988  | ? (4)  |
| Deportivo Quito             | Ecuador   | 1989       | ? (?)  |
| Internazionale de San Borja | Perú      | 1990       | ? (16) |
| Sporting Cristal            | Perú      | 1991       | ? (1)  |
| Deportivo Municipal         | Perú      | 1992-1994  | ? (?)  |
| FC Aarau                    | Suiza     | 1995       | ? (?)  |

## Palmarés

### Campeonatos nacionales
| Título                    | Club                | País | Año  |
| ------------------------- | ------------------- | ---- | ---- |
| Primera División del Perú | Sporting Cristal    | Perú | 1991 |
| Torneo Intermedio         | Deportivo Municipal | Perú | 1993 |

### Torneos cortos
| Título                   | Club             | País | Año  |
| ------------------------ | ---------------- | ---- | ---- |
| Torneo Metropolitano     | Alianza Lima     | Perú | 1985 |
| Torneo Descentralizado   | Alianza Lima     | Perú | 1986 |
| Torneo Descentralizado   | Alianza Lima     | Perú | 1987 |
| Torneo Descentralizado B | Alianza Lima     | Perú | 1988 |
| Torneo Metropolitano I   | Sporting Cristal | Perú | 1991 |
| Torneo Regional I        | Sporting Cristal | Perú | 1991 |
| Torneo Regional II       | Sporting Cristal | Perú | 1991 |